# تسميد حديدي

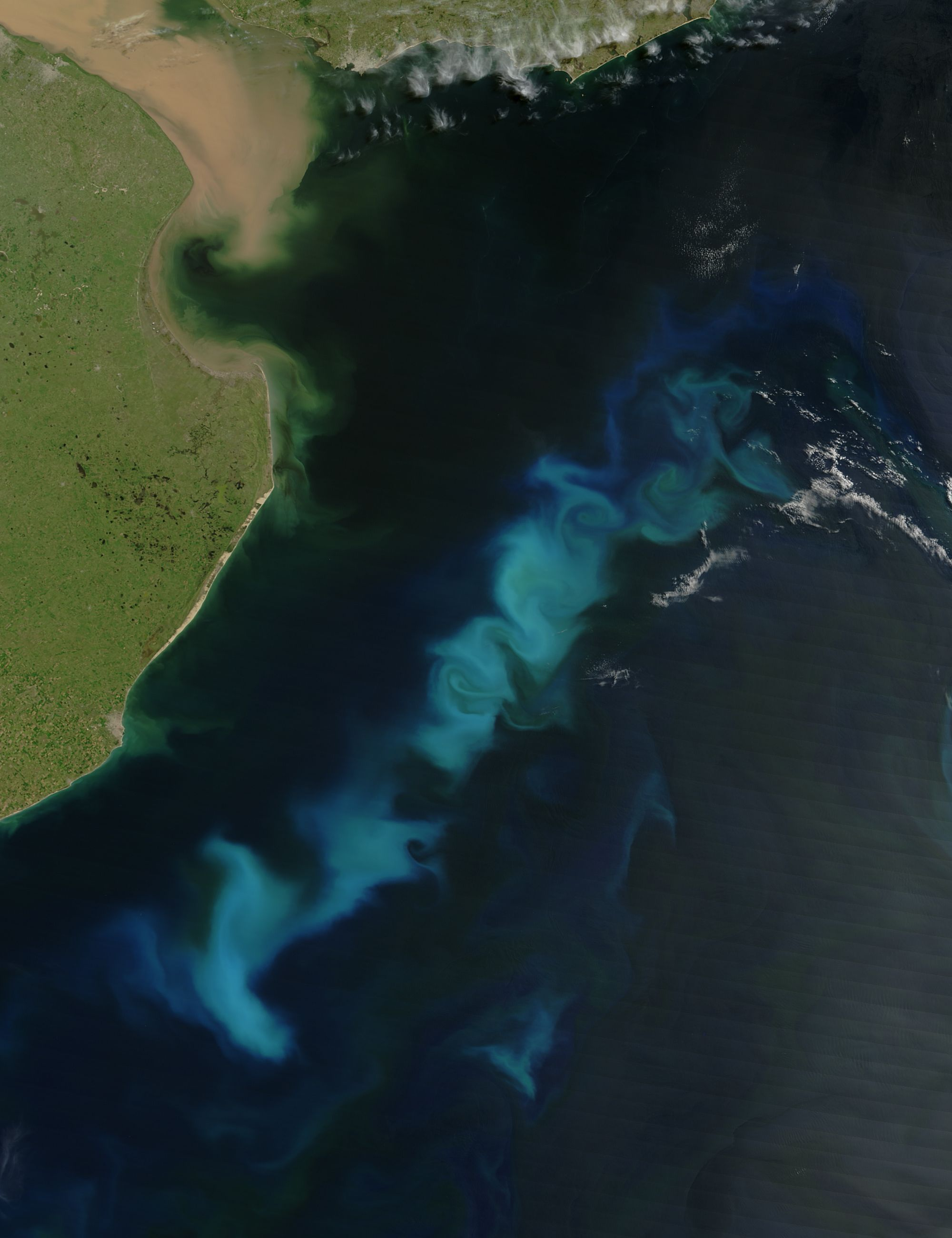
التسميد بالحديد في جنوب المحيط الأطلسي أمام سواحل الأرجنتين.

التسميد الحديدي أو التسميد بالحديد (بالإنجليزية: Iron fertilization)‏، هو إضافة الحديد بشكل إرادي إلى الطبقة العليا من المحيط بهدف تعزيز الإنتاجية البيولوجية وتحقيق امتصاص إضافي لثاني أكسيد الكربون من الغلاف الجوي في المحيطات. يُعتبر الحديد عنصراً فعالاً في عملية التمثيل الضوئي وهو يُعزز من إنتاجية ونمو عوالق النباتات والطحالب في المحيطات، وبالتالي فهو يُعتبر غذاءً للكائنات الحية الأخرى.